# Parapsettus
Parapsettus is een monotypisch geslacht van straalvinnige vissen uit de familie van schopvissen (Ephippidae).

## Soort
- Parapsettus panamensis (Steindachner, 1875)